# بنكوي همت لو (مقاطعة فراشبند)
بنكوي همت لو (بالفارسية: بنکوی همت لو) هي قرية تقع في قسم آويز الريفي في إيران. يقدر عدد سكانها بـ 187 نسمة بحسب إحصاء 2016.